# Ryszard Witkowski
Ryszard Witkowski ps. „Romuald”, „Orliński” (ur. 9 maja 1926 w Milanówku, zm. 14 marca 2022) – polski pilot doświadczalny, instruktor lotniczy, autor i tłumacz kilkunastu publikacji z dziedziny lotnictwa, w czasie II wojny światowej żołnierz Armii Krajowej, odznaczony m.in. Krzyżem Komandorskim OOP i medalem Sprawiedliwy wśród Narodów Świata.

## Dzieciństwo i młodość
Syn Felicji z Brodowskich, jego ojciec zmarł w 1928 roku. Z lotnictwem zetknął się na kursach modelarskich, prowadzonych przed wojną w 197. Mazowieckiej Drużynie Harcerzy. W czasie wojny kontynuował naukę w szkole zawodowej oraz na tajnych kompletach. W latach 1942–1943 pracował jako pomocnik mechanika w zakładach Škoda, w latach 1943–1944 jako tokarz w fabryce obrabiarek Pionier. W konspiracji od 1941: w NOW jako „Romuald”, następnie zaprzysiężony w Armii Krajowej jako „Orliński”. W VII Obwodzie „Obroża” Okręgu Warszawskiego AK, m.in. jako kolporter tajnej prasy („Walka”, „Biuletyn Informacyjny”, „Insurekcja” i in.) oraz w osłonie zrzutów na placówce „Solnica” koło Grodziska Mazowieckiego. Po powstaniu współpracownik komórki „Foto” Delegatury Rządu na Kraj. Umiejętności fotograficzne zdobył w domu, wychowywany przez matkę, wdowę, fotografkę prowadzącą zakład fotograficzny w Milanówku.
Maturę zdał w 1945, i jesienią rozpoczął studia w Sekcji Lotniczej Wydziału Mechanicznego Szkoły Inżynierskiej im. Wawelberga i Rotwanda. W 1962 ukończył studia na Wydziale Mechanicznym Energetyki i Lotnictwa Politechniki Warszawskiej z tytułami inż. mech. i mgr. inż. lotnictwa.

## Lotnictwo
W 1945 ukończył kursy szybowcowe (Srebrna Odznaka Szybowcowa od 1948, Diamentowa od 1965), a w 1946 kurs pilotażu samolotowego w Cywilnej Szkole Pilotów i Mechaników w Ligotce Dolnej (licencja pilota od 1947). Po ukończeniu studiów (1949) rozpoczął pracę w Głównym Instytucie Lotnictwa w Warszawie. W tym samym roku aresztowany, po dwóch miesiącach zwolniony i usunięty z pracy w Instytucie, pozbawiony prawa latania. Przez cztery lata pracował jako konstruktor i kontroler w zakładach Zelmot, produkujących reflektory do pojazdów i maszyn. Zamieszczał też artykuły w prasie lotniczej: „Skrzydlatej Polsce” i „Skrzydłach i Motorze”.
Do pracy w GIL powrócił na początku 1955, kiedy przywrócono mu licencję pilota i prawo do latania aeroklubie. Zatrudniony został w Dziale Badań w Locie. W tym samym roku był jednym z pięciu pierwszych Polaków, którzy uzyskali licencje pilotów śmigłowcowych. Zainicjował wznowienie lotów na eksperymentalnym śmigłowcu BŻ-1 GIL, a w 1959 oblatał prototyp BŻ-4 Żuk. Jesienią 1956 jako pierwszy Polak pilotował śmigłowce Mi-4 i Jak-24, podczas stażu w OKB Mila w ZSRR, następnie prowadził w Polsce homologacyjne próby wersji licencyjnej Mi-1 – SM-1 i SM-2 dla lotnictwa cywilnego. Na SM-1 ustanowił rekord świata w czasie wznoszenia na 3000 metrów w klasie śmigłowców napędzanych silnikiem tłokowym. W 1957 r. na śmigłowcu SM-1 wykonał pierwsze w Polsce górskie lądowanie śmigłowca na górze Żar a sanitarną wersją tego śmigłowca wykonywał pierwsze w kraju loty w górach. Rosjanie zaprosili go ponownie w 1969, kiedy starali się o uzyskanie międzynarodowego świadectwa zdatności dla współosiowego śmigłowca Ka-26. Witkowski był pierwszym obcokrajowcem pilotującym ten śmigłowiec. Później podobną rolę pełnił przy procedurach wprowadzania do polskiego lotnictwa cywilnego śmigłowców Mi-6 i Mi-8. Jako pilot pracował dla agend ONZ – WHO i FAO w Szwecji, Libii, Jugosławii, Nigerii, Kanadzie i Indonezji, korzystając z doświadczeń zdobytych w latach 70., przy adaptowaniu śmigłowca Mi-2 do potrzeb agrolotnictwa.

## Inna aktywność
W 1986 w związku z chorobą błędnika zakończył latanie. Pozostał w Instytucie Lotniczym, gdzie m.in. programował próby w locie śmigłowca PZL Sokół.
Od 1958 był członkiem lotniczej komisji egzaminacyjnej Ministerstwa Komunikacji. Pracował w Głównej Komisji Badania Wypadków Lotniczych, od 1979 do 1997 był biegłym sądowym w tym zakresie. Występował z wykładami dotyczącymi śmigłowców na politechnice w Cranfield w Anglii i Misuracie (Libia). Był wieloletnim działaczem Aeroklubu Polskiego, Międzynarodowej Federacji Lotniczej FAI i SIMP.
W 1990 roku powstał w Warszawie Klub Pilotów Doświadczalnych, Witowski został wybrany prezesem klubu. W 2009 r. po 19 latach pełnienia funkcji prezesa ze względu na stan zdrowia złożył rezygnację.
W latach 1970–1979 był Przewodniczącym Komisji Śmigłowcowej APRL oraz (od 1971 do 1992 r.) polskim delegatem do komisji wiropłatowej FAI. Uczestniczył, jako członek Międzynarodowego Jury w Śmigłowcowych Mistrzostw Świata: pierwszych (w 1971 r. w Niemczech), trzecich (w 1978 r. w b. ZSRR) oraz czwartych Śmigłowcowe Mistrzostwa Świata 1981 zorganizowanych w Polsce – tych ostatnich był współorganizatorem. Podczas Śmigłowcowych Mistrzostw Świata w Zielonej Górze w 2015 roku, był gościem honorowym.
W marcu 2017 r. w Lozannie, Komisja Wiropłatowa Międzynarodowej Federacji Lotniczej FAI przyznała mu Złoty Medal Wiropłatowy w uznaniu zasług dla popularyzacji sportu śmigłowcowego.

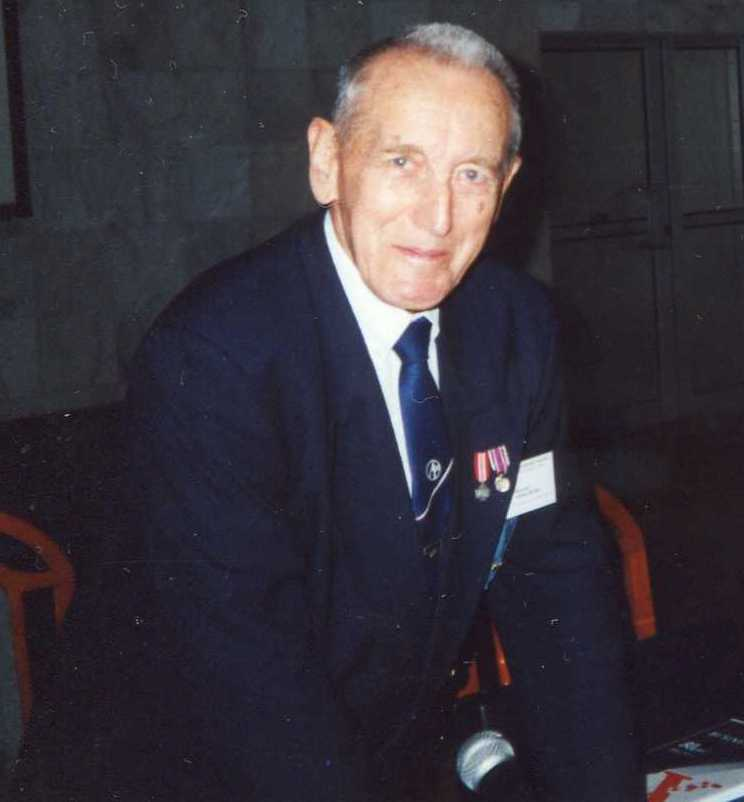
Ryszard Witkowski w roku 2000.

Na emeryturze powrócił do zainteresowań modelarskich, od których w 1937 rozpoczął przygodę z lotnictwem. Został międzynarodowym sędzią modelarskim, działając w jury zawodów modelarskich w Lesznie (1994), Finlandii (1996), Turcji (1997) i Dęblinie (1999).

## Życie prywatne

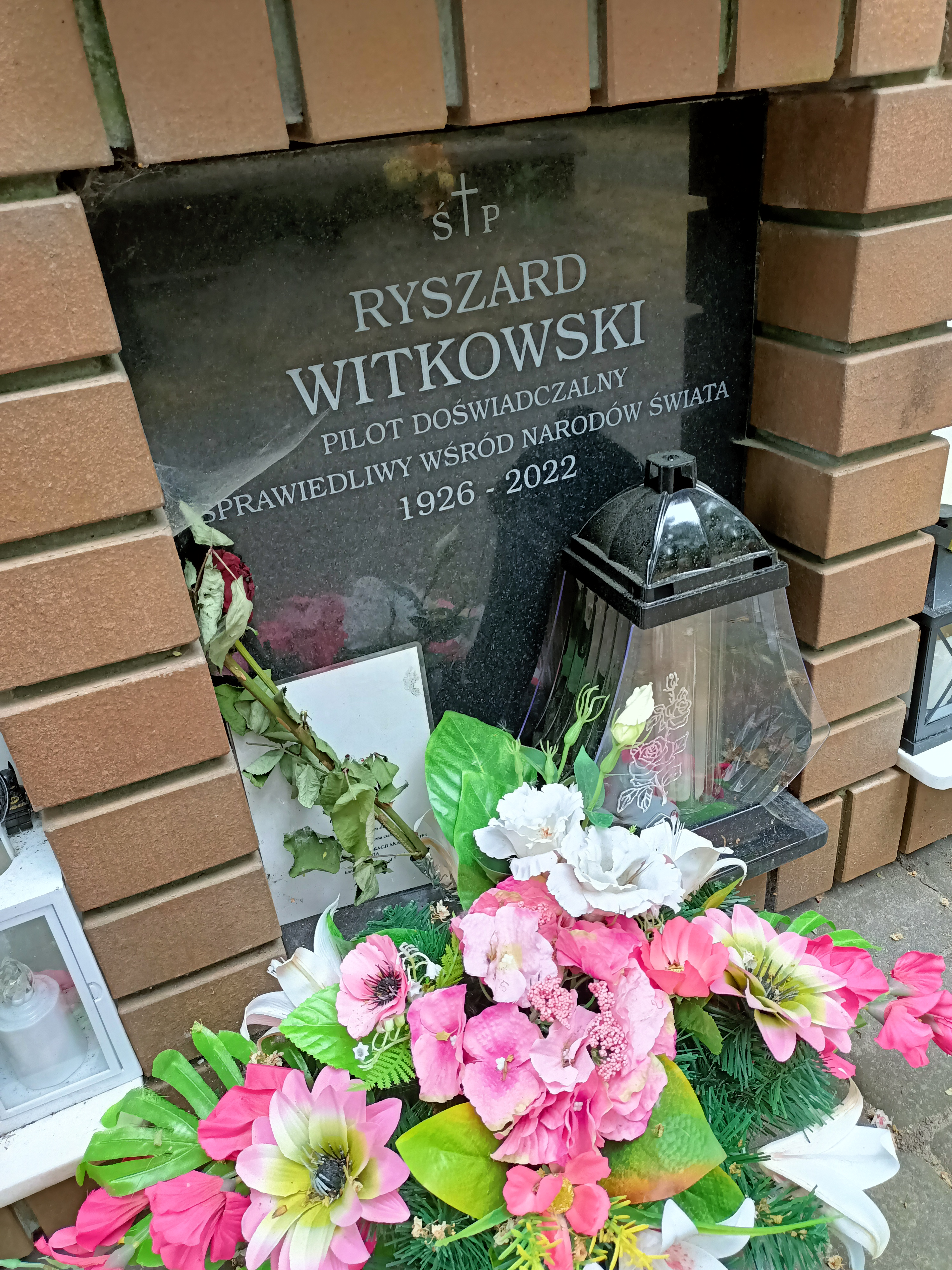
Nagrobek Ryszarda Witkowskiego na cmentarzu Powązkowskim w Warszawie

W 1961 r. zawarł związek małżeński z Teresą Marią Ryszkowską. Córka Grażyna ukończyła studia na Politechnice Warszawskiej jako mgr inż. chemik, poligraf.
Zmarł 14 marca 2022 roku. Został pochowany na cmentarzu Powązkowskim w Warszawie.

## Wyróżnienia i odznaczenia
- Krzyż Komandorski Orderu Odrodzenia Polski (2009)[10]
- Zasłużony Działacz Lotnictwa Sportowego (1966)[11]
- Zasłużony Mistrz Sportu[12]
- Złoty Medal Aeroklubu Warszawskiego[13]
- Honorowy Członek Aeroklubu Warszawskiego (2008)[14]
- Złoty Medal Wiropłatowy FAI (2017)

### Sprawiedliwi
W 1993 roku, wspólnie z siostrą Anielą i dla zmarłej w 1986 roku matki Felicji, otrzymał medal Sprawiedliwy wśród Narodów Świata. Rodzina udzieliła schronienia działaczowi Bundu Józefowi Romanowi, któremu Ryszard wyrobił fałszywą kennkartę na nazwisko Grotte, oraz braciom Bronisławowi i Józefowi Miodowskim, wyzwolonym przez powstańców z obozu koncentracyjnego na Gęsiówce. Bracia Miodowscy wyjechali z Polski ok. 1948, Józef Grotte (pozostał przy nazwisku) dwadzieścia lat później, po marcowej kampanii antysemickiej.

## Publikacje
- Budowa i pilotaż śmigłowców, wyd. 1979 i 1986
- Sześć stopni swobody, wyd. 1980 i wznowienie z poszerzeniem jako Sześć stopni swobody II w 1998, wznowienie z dopisaniem ciągu dalszego Sześć stopni swobody III – 2016
- Dzieje śmigłowca, wyd. 2005
- Allied Rotorcraft of the WW2 period, wyd. 2010 oraz Rotorcraft of The Third Reich, wyd. 2007
- 70 lat Warszawskiego Klubu Seniorów Lotnictwa wyd. 2009
- 100 lat Lotniska Mokotowskiego w Warszawie wyd. 2010

### Tłumacz
- Dynamika lotu śmigłowców, wyd. pol. 1998 (współpraca)
- Gabby: pilot myśliwski, wyd. pol. 2001 (biografia Francisa Gabreskiego)
- Ostatnia walka. Moje życie jako lotnika, przemytnika i poszukiwacza przygód, wyd. pol. 2000 (autobiografia Jana Zumbacha)
- Ciche wiropłaty (autor Wiesław Stępniewski, wyd. pol. 1996)